# Gervais Bigeon
Gervais Bigeon, né à Sainte-Marie-du-Bois en 1620 et mort à Sées en 1685, est un théologien et religieux français. 

## Biographie
Son nom est Bigeon et non Bion, comme l'ont supposé presque tous les bibliographes qui ont parlé de lui. En latin, il écrit Bijonnius, et dans l'approbation des docteurs, en tête de ses traités, nous trouvons son nom véritable : Gervais Bigeon. 
Il commence ses études à Mayenne, et les continue à Paris où il est reçu docteur en théologie en 1649. Ansart indique que quelques désagréments l'ayant engagé à quitter Paris, il accepte une cure dans le diocèse de Sées, où il meurt vers 1680.
Javary du Guesseau, dans son Histoire de Saint-Calais, le nomme Bignon, par erreur, et indique qu'il est curé de cette ville et mourut en 1685. Pour Jean Liron, il était curé à Sées, où il meurt en 1670.

## Théologien
Éditeur de la somme théologique de Martin Bécan, deux traités de Gervais Bigeon ont été insérés, en 1689, dans l'édition de la Somme de Martin Bécan publiée par André Pralard. 
C'est à la requête de ce libraire que Bigeon entreprit de compléter, par l'addition de deux opuscules, la Somme du célèbre Jésuite : tanquam membra, dit-il dans une courte préface, suo corpori adhibui. Cela signifie peut-être pour Barthélemy Hauréau que Bigeon adhérait à toutes les conclusions de Bécan, et qu'il était de son parti. Or, parmi les livres de la société de Jésus que le parlement de Paris fit lacérer et brûler sur la place de Grève par les mains de l'exécuteur de la haute justice, nous trouvons la Somme de Théologie, amplifiée par Bigeon.
Bigeon y ajouta deux traités de lui : De la Nature de la Théologie et du Secours de la Grâce. 
Son autre ouvrage Réponse à deux questions importantes :
- 1. si la puissance séculière peut mettre des empêchemens essentiels au mariage ;
- 2. si la coutume peut avoir la même force, etc.

ne fut point imprimé, par l'opposition que met le gouvernement à cette impression, à ce que pense Ansart, qui ajoute que le manuscrit fut déposé à la bibliothèque du roi, où il se trouve, pour en empêcher la publication à l'étranger. Hauréau n'a pas retrouvé ce manuscrit.

## Publications
- Theologiae scholasticae prooemium:  in quo eiusdem theologiae natura susissimè explicantur ; cui accessit accuratissimus De gratiae auxiliis tractatus, Nicolai Gay, 1652 - 553 p.
- Martini Becani summa theologiœ scholasticœ ; cum tractatibus Gervasii Bigeonis de natura theologiœ et gratiœ auxiliis. Rothomaei, 1657, in-fol.
- Summa theologica auctore Martino Becano soc. Jes. labore et studio Gervasii Bijonii Cenomanensis. Lugduni , 1690, in-fol. N. D.